# Organizacja Strzelczyk
Organizacja Strzelczyk – organizacja młodzieżowa oparta na ideologii strzeleckiej utworzona w roku 1932 pod patronatem Korpusu Ochrony Pogranicza.
Oddziały Strzelczyków tworzono w pasie nadgranicznym w obszarze, w którym działał KOP. Łącznie był to obszar 20 całych powiatów i 2 częściowych. Na szczeblu powiatu była tworzona kompania, na którą składały się hufce. Z kolei w skład hufców wchodziły drużyny. Najmniejszym pododdziałem była sekcja.
Organizacja skupiała na zasadzie ochotniczej pozaszkolną młodzież w wieku 13-17 lat i była uznawana jako przedszkole przysposobienia obronnego. Miała na celu: zorganizowanie młodzieży mieszkającej w obszarze przygranicznym i wychowanie jej w duchu lojalności wobec państwa, związanie jej z KOP i przygotowanie do pełnienia w razie potrzeby służby pomocniczej, pozyskanie zaufania ludności z pogranicza przez sprawowanie opieki moralnej i materialnej nad młodzieżą.
Organizacja Strzelczyk posiadała własne stopnie organizacyjne, a także specjalne umundurowanie. Ponadto opracowano obowiązki osób funkcyjnych, przepisy dyscyplinarne oraz ustalono zasady współpracy organizacji z rejonowymi urzędami Wychowania Fizycznego i Przysposobienia Wojskowego KOP.
Szkolenie w organizacji odbywało się według programu zatwierdzonego przez KOP. Składało się ono z wychowania obywatelskiego oraz wyszkolenia fizycznego i obronnego. Okres szkolenia podzielono na trzy etapy: gońca, obserwatora i zwiadowcy.
Organem prasowym organizacji było pismo „Strzelczyk”.